# Joanne Brown
Joanne Brown (Canberra 7 avril 1972 - ) est une joueuse de softball australienne. En 1996, elle remporta une médaille de bronze en softball aux Jeux olympiques d'Atlanta avec l'équipe australienne de softball. En 2000, elle remporta une médaille de bronze aux Jeux olympiques de Sydney.